# Comodoro Rivadavia
Comodoro Rivadavia (phát âm tiếng Tây Ban Nha: [komoˈðoɾo riβaˈðaβja]) là thành phố ở miền nam Argentina, tỉnh Chubut, bên bờ vịnh San Jorge thuộc Đại Tây Dương. Thành phố này có diện tích 548,2 km² (211,7 dặm vuông), dân số theo điều tra năm 2006 là 140.628 người. Comodoro Rivadavia là một trung tâm thương mại và vận tải của khu vực xung quanh và cũng là một trung tâm xuất khẩu dầu mỏ của Argentina. Ở đây có một đường ống dẫn khí thiên nhiên dài 1770 km từ Comodoro Rivadavia đến Buenos Aires. Thành phố này được lập năm 1901 và đã thịnh vượng từ năm 1907 khi người ta phát hiện dầu mỏ trong khi đào giếng nước.

## Khí hậu
| Dữ liệu khí hậu của Comodoro Rivadavia (1961–1990)          | Dữ liệu khí hậu của Comodoro Rivadavia (1961–1990) | Dữ liệu khí hậu của Comodoro Rivadavia (1961–1990) | Dữ liệu khí hậu của Comodoro Rivadavia (1961–1990) | Dữ liệu khí hậu của Comodoro Rivadavia (1961–1990) | Dữ liệu khí hậu của Comodoro Rivadavia (1961–1990) | Dữ liệu khí hậu của Comodoro Rivadavia (1961–1990) | Dữ liệu khí hậu của Comodoro Rivadavia (1961–1990) | Dữ liệu khí hậu của Comodoro Rivadavia (1961–1990) | Dữ liệu khí hậu của Comodoro Rivadavia (1961–1990) | Dữ liệu khí hậu của Comodoro Rivadavia (1961–1990) | Dữ liệu khí hậu của Comodoro Rivadavia (1961–1990) | Dữ liệu khí hậu của Comodoro Rivadavia (1961–1990) | Dữ liệu khí hậu của Comodoro Rivadavia (1961–1990) |
| Tháng                                                       | 1                                                  | 2                                                  | 3                                                  | 4                                                  | 5                                                  | 6                                                  | 7                                                  | 8                                                  | 9                                                  | 10                                                 | 11                                                 | 12                                                 | Năm                                                |
| ----------------------------------------------------------- | -------------------------------------------------- | -------------------------------------------------- | -------------------------------------------------- | -------------------------------------------------- | -------------------------------------------------- | -------------------------------------------------- | -------------------------------------------------- | -------------------------------------------------- | -------------------------------------------------- | -------------------------------------------------- | -------------------------------------------------- | -------------------------------------------------- | -------------------------------------------------- |
| Cao kỉ lục °C (°F)                                          | 39.4 (102.9)                                       | 37.7 (99.9)                                        | 37.3 (99.1)                                        | 29.1 (84.4)                                        | 25.7 (78.3)                                        | 22.3 (72.1)                                        | 22.8 (73.0)                                        | 24.7 (76.5)                                        | 28.7 (83.7)                                        | 32.0 (89.6)                                        | 35.5 (95.9)                                        | 37.8 (100.0)                                       | 39.4 (102.9)                                       |
| Trung bình ngày tối đa °C (°F)                              | 25.6 (78.1)                                        | 24.8 (76.6)                                        | 22.2 (72.0)                                        | 18.5 (65.3)                                        | 14.1 (57.4)                                        | 10.9 (51.6)                                        | 10.5 (50.9)                                        | 12.4 (54.3)                                        | 15.4 (59.7)                                        | 18.6 (65.5)                                        | 22.1 (71.8)                                        | 24.2 (75.6)                                        | 18.3 (64.9)                                        |
| Trung bình ngày °C (°F)                                     | 19.1 (66.4)                                        | 18.4 (65.1)                                        | 16.1 (61.0)                                        | 12.9 (55.2)                                        | 9.5 (49.1)                                         | 6.8 (44.2)                                         | 6.4 (43.5)                                         | 7.7 (45.9)                                         | 9.9 (49.8)                                         | 12.7 (54.9)                                        | 15.9 (60.6)                                        | 17.9 (64.2)                                        | 12.8 (55.0)                                        |
| Tối thiểu trung bình ngày °C (°F)                           | 13.2 (55.8)                                        | 12.7 (54.9)                                        | 10.9 (51.6)                                        | 8.4 (47.1)                                         | 5.6 (42.1)                                         | 3.1 (37.6)                                         | 2.8 (37.0)                                         | 3.6 (38.5)                                         | 5.1 (41.2)                                         | 7.2 (45.0)                                         | 10.1 (50.2)                                        | 11.9 (53.4)                                        | 7.9 (46.2)                                         |
| Thấp kỉ lục °C (°F)                                         | 4.4 (39.9)                                         | 3.5 (38.3)                                         | 0.3 (32.5)                                         | −4.1 (24.6)                                        | −4.9 (23.2)                                        | −8.5 (16.7)                                        | −7.6 (18.3)                                        | −5.4 (22.3)                                        | −5.7 (21.7)                                        | −1.8 (28.8)                                        | 0.2 (32.4)                                         | 2.0 (35.6)                                         | −8.5 (16.7)                                        |
| Lượng Giáng thủy trung bình mm (inches)                     | 16.2 (0.64)                                        | 15.0 (0.59)                                        | 20.7 (0.81)                                        | 23.3 (0.92)                                        | 31.7 (1.25)                                        | 25.3 (1.00)                                        | 28.7 (1.13)                                        | 25.0 (0.98)                                        | 12.3 (0.48)                                        | 14.9 (0.59)                                        | 10.6 (0.42)                                        | 15.0 (0.59)                                        | 238.7 (9.40)                                       |
| Số ngày giáng thủy trung bình (≥ 0.1 mm)                    | 4                                                  | 4                                                  | 4                                                  | 5                                                  | 7                                                  | 6                                                  | 6                                                  | 6                                                  | 5                                                  | 5                                                  | 4                                                  | 5                                                  | 61                                                 |
| Độ ẩm tương đối trung bình (%)                              | 40                                                 | 43                                                 | 47                                                 | 50                                                 | 59                                                 | 61                                                 | 60                                                 | 56                                                 | 51                                                 | 47                                                 | 42                                                 | 40                                                 | 50                                                 |
| Số giờ nắng trung bình tháng                                | 241.8                                              | 218.4                                              | 182.9                                              | 147.0                                              | 127.1                                              | 114.0                                              | 114.7                                              | 136.4                                              | 150.0                                              | 195.3                                              | 234.0                                              | 235.6                                              | 2.097,2                                            |
| Phần trăm nắng có thể                                       | 51                                                 | 55                                                 | 47                                                 | 45                                                 | 43                                                 | 43                                                 | 41                                                 | 42                                                 | 42                                                 | 47                                                 | 53                                                 | 49                                                 | 47                                                 |
| Nguồn 1: NOAA, Servicio Meteorológico Nacional (ngày giáng) |                                                    |                                                    |                                                    |                                                    |                                                    |                                                    |                                                    |                                                    |                                                    |                                                    |                                                    |                                                    |                                                    |
| Nguồn 2: Secretaria de Mineria (cực độ 1941–1990)           |                                                    |                                                    |                                                    |                                                    |                                                    |                                                    |                                                    |                                                    |                                                    |                                                    |                                                    |                                                    |                                                    |